# Erupția vulcanului Grímsvötn din 2011
Erupția vulcanului Grímsvötn, cel mai activ vulcan din Islanda, s-a petrecut la 21 mai 2011. Precedenta erupție a vulcanului aflat sub ghețarul Vatnajokull din sud-estul țării avusese loc în 2004.
Cenușa de pe urma acestei erupții, cea mai mare din ultimii o sută de ani a ajuns până la 20.000 de metri în atmosferă.
Erupția a forțat închiderea celei mai mari părti a spațiului aerian european. În ziua erupției, autoritățile islandeze au fost nevoite să închidă temporar spațiul aerian al țării. În zilele următoare, erupția vulcanului a creat probleme și a dus la închiderea unor aeroporturi și în alte țări, printre care Germania și Marea Britanie. Norul de cenușă l-a forțat pe președintele american Barack Obama să-și  scurteze o vizită pe care tocmai o făcea în Irlanda.

## Galerie de imagini

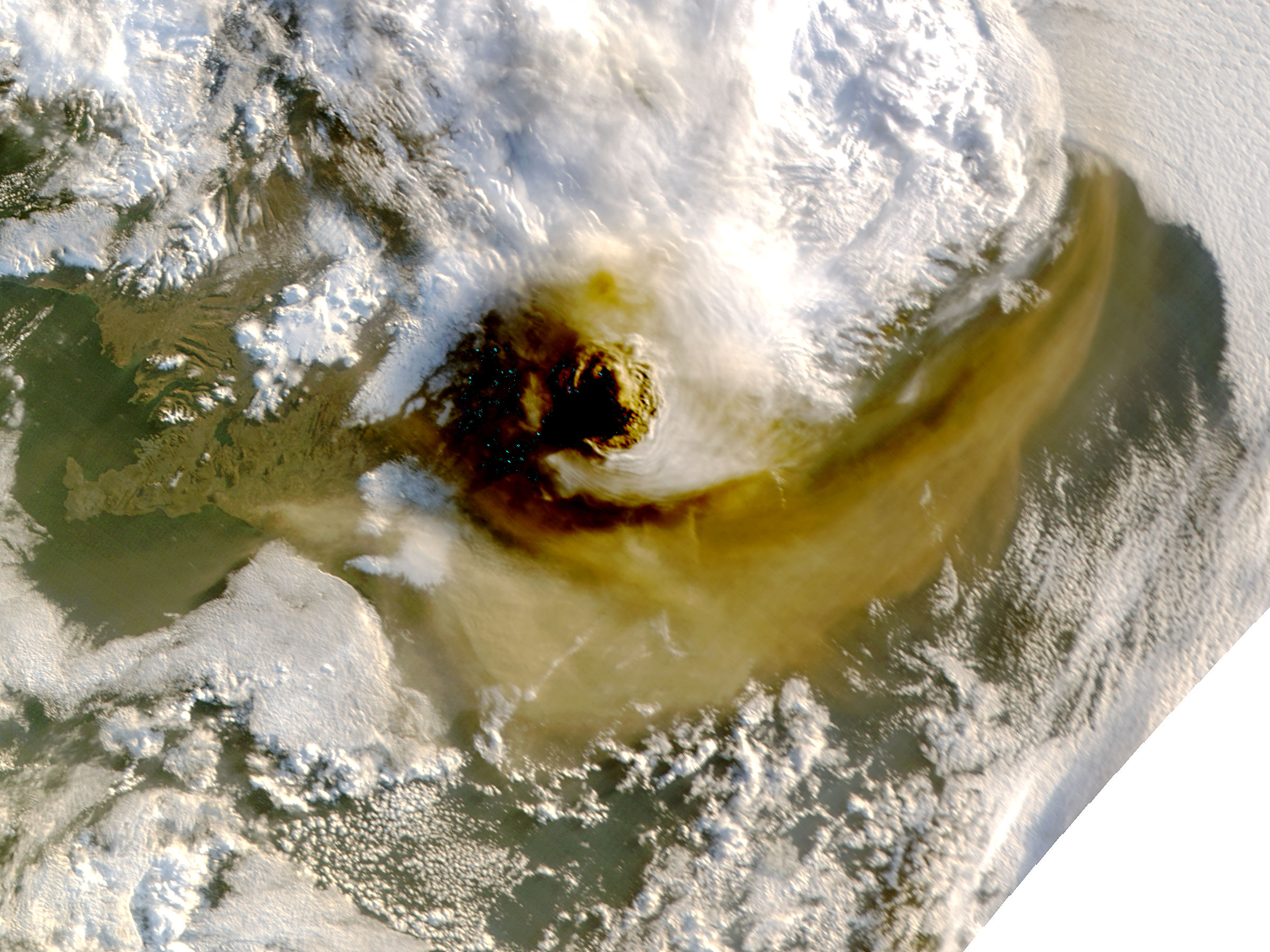
Erupţia vulcanului